# Pierre-Bienvenu Noailles
 (octobre 2023).
 (août 2008).
Si vous disposez d'ouvrages ou d'articles de référence ou si vous connaissez des sites web de qualité traitant du thème abordé ici, merci de compléter l'article en donnant les références utiles à sa vérifiabilité et en les liant à la section « Notes et références ».
Pierre-Bienvenu Noailles, né le 27 octobre 1793 à Bordeaux (France) et mort le 8 février 1861 dans cette même ville, est un prêtre catholique, fondateur de la congrégation de la Sainte Famille de Bordeaux.
Sa cause de béatification a été introduite le  23 juin 1944. Il a été déclaré vénérable le 8 février 1988 par le pape Jean-Paul II.

## Biographie

### Son enfance
Pierre-Bienvenu Noailles voit le jour à Bordeaux en 1793, pendant la Terreur, et est baptisé quelques heures après dans la Cathédrale. Dans cette période de troubles, la plupart des églises sont fermées, le tribunal révolutionnaire condamne à la guillotine des centaines de Bordelais. Les prêtres sont profondément divisés à propos de la Constitution civile du clergé. Les uns ont prêté serment, les autres sont entrés en résistance, et le payent parfois de leur vie. Hors de cette atmosphère de violence, la famille Noailles accueille ce huitième enfant en le nommant « Bienvenu », car trois des enfants qui l'ont précédé sont morts. Peu après, un frère et une sœur viendront élargir à nouveau le cercle de famille.
Évoluant dans l'ambiance d'une ville et d'une Église minées par la Révolution, il grandit dans une famille chrétienne, même s'il ne reçoit pas à proprement parler de formation religieuse. Comme bien d'autres commerçants, son père et son oncle associés dans une affaire de commerce de grains sont ruinés. À l'aisance des débuts succèdent des jours de stricte économie, aussi dès l'âge de quatorze ans Bienvenu doit travailler.

### Son adolescence
Pierre-Bienvenu mène une adolescence relativement insouciante, dans laquelle il a accès aux bals, au théâtre... Naturellement doué avec un penchant pour la littérature, il s'essaie à la poésie et à la tragédie, mais aussi à la l'équitation, l'escrime... Malgré toutes ces expériences, il ne sait pas encore comment orienter sa vie.
À cette époque Pierre-Bienvenu ne connaît la religion que sous la forme d'un « sentimentalisme assez vague et en ignore la pratique »[réf. nécessaire]. Mis en relation avec un prêtre, l'Abbé Martegoutte et d'autres jeunes, il contribue en 1810 à la fondation d'un cercle, « La Société des Amis Chrétiens », ouverte à tous, et notamment à des universitaires. Ainsi découvre-t-il des personnalités de prêtres qui pendant la Révolution ont risqué leur vie et en témoignage de leur foi, tel le père Chaminade, Fondateur des Marianistes. C'est auprès de l'un d'eux, l'Abbé Dinéty, que Pierre-Bienvenu préparera sa première communion, à raison d'une heure chaque jour pendant dix-huit mois. Par ailleurs, soupçonnant ses talents littéraires et son érudition, Monsieur de Peyronnet, un avocat de Bordeaux et futur ministre de Charles X, le prend dans son cabinet comme secrétaire. Il n'a que dix-sept ans. Il lui manifestera toujours une affectueuse sollicitude, d'autant que quelques mois plus tard, Monsieur Noailles meurt subitement.

### Sa vocation
Le Concordat  avait apporté à l'Église de France un certain apaisement. Avec la liberté de culte retrouvée, elle sort peu à peu de sa vie souterraine. Pierre-Bienvenu est à Bordeaux témoin et acteur  d'une Église en reconstruction. Son tempérament et sa nature généreuse s'affirment.
C'est finalement un jeune adulte de vingt ans qui pour la première fois reçoit la communion. Cet événement fait partie des moments-clefs de la vie de Pierre-Bienvenu.[réf. nécessaire]
À cette époque les occupations de secrétaire laissent à Pierre-Bienvenu assez de temps pour continuer ses études, mais il déploie encore ses énergies dans de multiples centres d'intérêts. Ainsi, il fonde en 1814, un cercle littéraire, puis une société d'étudiants en droit et de secrétaires d'avocats. Il ne manque pas de rédiger les statuts et règlements de ces sociétés et d'en être l'âme inspiratrice et organisatrice. Sa capacité à rassembler est notoire. Partisan à un moment des Bourbons, la carrière militaire le tente, la médecine aussi.
C'est dans ce contexte que Pierre-Bienvenu, muni de quelques recommandations, va à Paris pour faire son droit, c'est du moins ce qu'il annonce à ses nombreuses relations. Mais depuis sa communion, l'idée du sacerdoce se fraye lentement un chemin dans son esprit. Aussi le 13 octobre 1816, on le retrouve inscrit au Grand Séminaire d'Issy, proche de Paris. Quelques semaines plus tard, son jeune frère Amand entre également au Grand séminaire de Bordeaux.

### Le séminaire - Saint-Sulpice
Quand Pierre-Bienvenu se présente à Issy, le Séminaire vient de rouvrir ses portes depuis quelques mois seulement. La Compagnie des pères de Saint-Sulpice dirige le Séminaire d'Issy-les-Moulineaux dans la banlieue parisienne. Elle jouit d'une solide réputation d'éducateurs du clergé, car elle a formé au XVIIIe siècle plus de la moitié des évêques français. Son œuvre principale, la direction des grands séminaires, consiste à préparer  ceux qui sont ordonnés au service presbytéral.
Par son fondateur, Jean-Jacques Olier, fils spirituel du cardinal de Bérulle (1575-1629), la compagnie, fondée en 1641, plonge ses racines dans ce qu'on appellera au début du XIXe siècle « L'École Française de Spiritualité ».
Par certains côtés l'époque est exaltante, le chantier immense, tout est à reconstruire. Il s'agit donc de former une nouvelle génération de prêtres capables de relever un tel défi. Aussi Pierre-Bienvenu rencontre-t-il au cours de sa formation des prêtres pleins de courage apostolique. L'un d'entre eux, l'abbé Gabriel Mollevaut, un converti, accompagnateur spirituel de Pierre-Bienvenu, exerce sur lui une réelle influence[réf. nécessaire].
Pierre-Bienvenu intègre les fondements de la spiritualité de l'École française que les pères sulpiciens s'attachent à développer, en les reliant à son expérience personnelle.
Dans les jardins d'Issy, une chapelle dédiée à Notre-Dame de Lorette, et destinée à rappeler la vie de la Sainte Famille à Nazareth, est souvent visitée par les séminaristes. Pierre-Bienvenu aime lui aussi prier en ce lieu, et y conçoit l'idée d'une 'Association', une Famille Spirituelle ouverte à tous les états de vie. Elle proposerait à ses contemporains de chercher Dieu en suivant l'exemple et les vertus de Jésus, Marie et Joseph.
Il entend ainsi renouveler la société et l'Église de son temps en faisant revivre l'esprit des premières communautés chrétiennes. Pierre-Bienvenu ne sait pas encore quand, comment et avec qui il réalisera ce projet en gestation, mais poursuit sa formation et est ordonné prêtre le 5 juin 1819, veille de la fête de la Sainte Trinité en l'église Saint-Sulpice à Paris.

### Vicaire des pauvres
Une fois achevé « l'heureux temps du séminaire » comme il aimait l'appeler[réf. nécessaire], le jeune prêtre de 26 ans, est accueilli très cordialement à Bordeaux, par sa famille, par Madame Noailles qui a toujours cru en son fils, par son évêque, Monseigneur d'Aviau, sans oublier le curé de la paroisse de Sainte-Eulalie qui fait prévaloir ses droits pour obtenir ce jeune vicaire si entreprenant.
L'abbé Noailles entend vivre sa vie sacerdotale en s'appuyant sur un projet clairement élaboré au sortir du séminaire, et dûment soumis à son directeur spirituel.
Sa paroisse est aux limites des faubourgs, proche du quartier déshérité du Tondu. Pierre-Bienvenu veut être pauvre au milieu des pauvres, et quitte la maison familiale où il a été reçu à son arrivée de Paris, pour demeurer au cœur de sa paroisse, partageant son toit et sa nourriture avec des miséreux.
Il collabore avec Mademoiselle de Lamourous qui œuvre aussi sur la paroisse Sainte-Eulalie et recueille dans sa fondation de « La Miséricorde » des jeunes filles tirées de la rue, dites repenties, mais exclues de la société.
Il assiste également les condamnés à mort à la prison du fort du Hâ non loin de sa paroisse, organise la confrérie des Pauvres Mendiants, et l'Association des Dames de Charité pour secourir les pauvres.

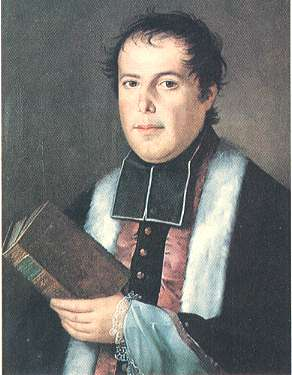
Portrait de Pierre-Bienvenu Noailles 1836, exécuté par de Galard (1779-1841), peintre Bordelais

### Fondateur d'une Congrégation
Il prend conseil de personnes avisées, et fort des encouragements de son évêque, il les rassemble officiellement pour une vie communautaire, le 28 mai 1820, jour de la Sainte-Trinité. Parmi elles figure sa sœur Catherine-Aimée Noailles. Elle envisage peut-être le Carmel, finalement elle décide de s'offrir pour l'œuvre de son frère et rejoint le petit groupe après défection de l'une d'entre elles. Elles formeront ainsi la Sainte Famille de Bordeaux.
Sa confiance est renforcée dix-huit mois après la Fondation, le 3 février 1822, par une apparition pendant la bénédiction du Saint-Sacrement dans la chapelle de Notre-Dame de Lorette de l'époque : l'Église Sainte-Eulalie de Bordeaux.
En 1855, la congrégation acquiert aux enchères l'hôtel Victoria, hôtel particulier situé au 33 rue Paul-Louis-Lande à Bordeaux. Elle le conservera jusqu'en 1981.

### Vénérable
Le père Noailles meurt à Bordeaux le 8 février 1861, après une longue et douloureuse agonie. Jusqu'à la fin, il rappellera l'esprit qui doit guider les membres de la Sainte-Famille.
À sa mort en 1861, les neuf branches féminines comprenaient plus de 1 500 religieuses, réparties en 223 maisons en France, en Espagne, en Italie et en Algérie. Environ 20 000 laïcs étaient associés.
La réputation de sainteté de Pierre-Bienvenu Noailles est déjà attestée de son vivant, et elle déborde vite le cadre de son œuvre. L'Église l'a déclaré Vénérable le 8 février 1988.

## Galerie

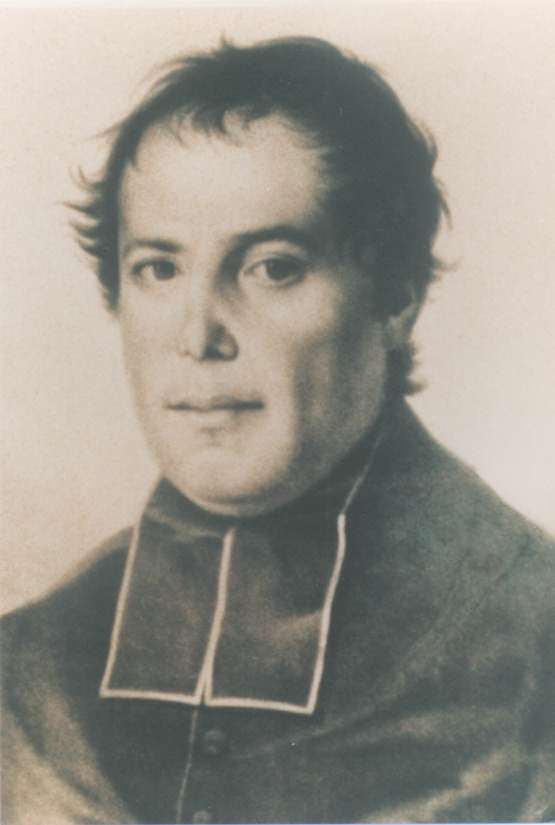
Pierre-Bienvenu Noailles jeune vicaire.
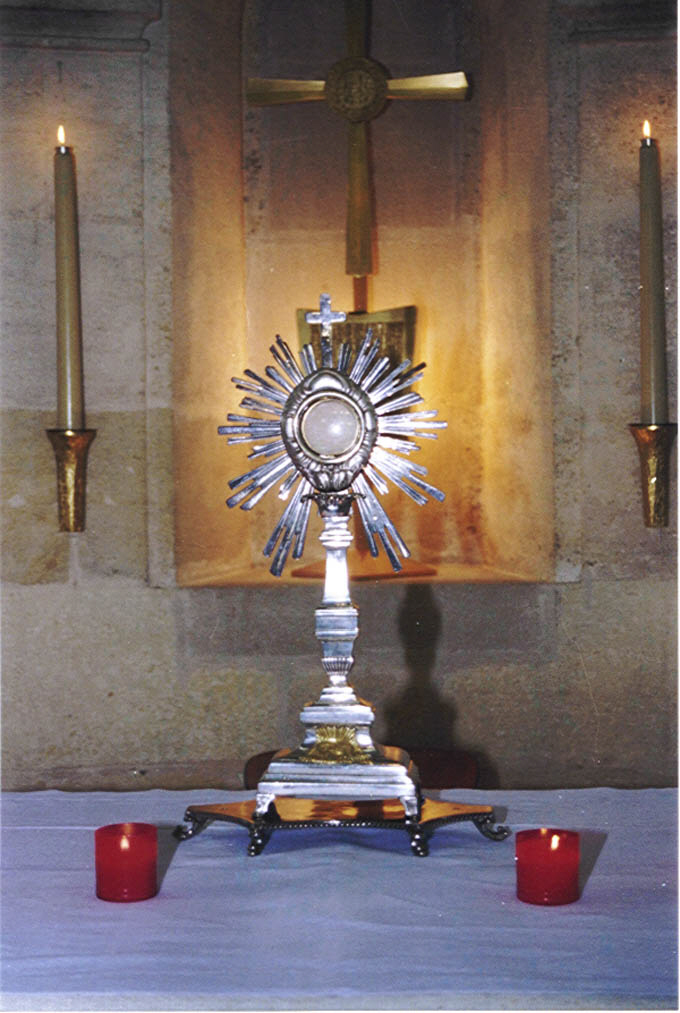
L'ostensoir du miracle du 3 février 1822 rue Mazarin à Bordeaux.
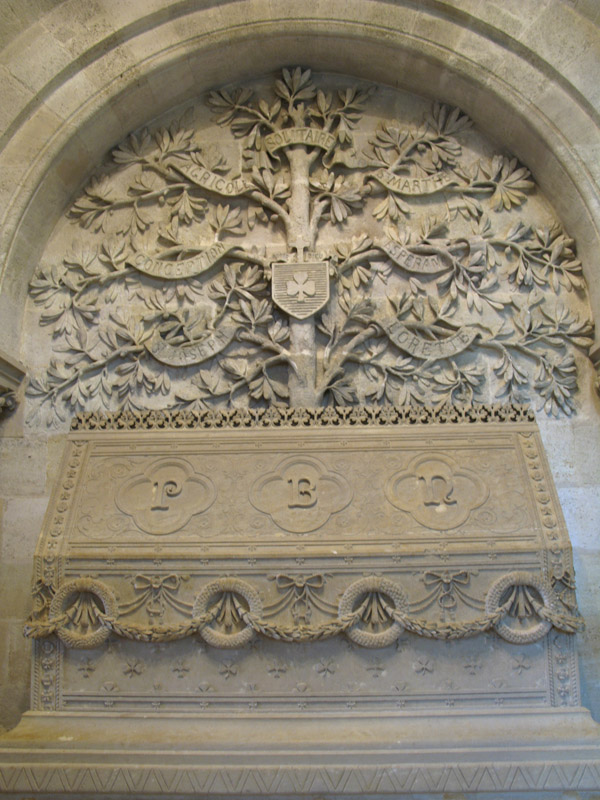
Tombe du père Bienvenu Noailles, chapelle de la Communauté Contemplative, couvent de la Solitude.